# كيندول فيلوكس
كيندول فيلوكس (بالإنجليزية: Kendall Velox)‏ (مواليد 18 يناير 1971 في كينغستاون) لاعب كرة قدم فنسينتي دولي معتزل كان يجيد اللعب في خط الهجوم .

## روابط خارجية
- كيندول فيلوكس على موقع الاتحاد الدولي (مؤرشف)  (الإنجليزية)
- كيندول فيلوكس على موقع قاعدة بيانات كرة القدم.إي يو (الإنجليزية)
- كيندول فيلوكس على موقع ناشيونال فوتبول تيمز (الإنجليزية)